# Rudolfov
Rudolfov (německy Rudolfstadt) je město v okrese České Budějovice. Leží asi 5 km severovýchodně od Českých Budějovic na Lišovském prahu. Ve městě žije přibližně 2 600 obyvatel a jeho plošná výměra činí 3,19 km², čímž je plochou nejmenším městem v České republice. Město je stavebně srostlé se sousedními Adamovem a Vrátem. K Rudolfovu patří i část Hlinsko, která leží na nesousedícím území a tvoří tak exklávu města.

## Historie
Roku 1385 vydal král Václav IV. povolení Václavu Klaricovi z významné českobudějovické patricijské rodiny, že smí se svými kverky (členy důlního těžařstva) po dva roky prodávat stříbrnou rudu z dolu Monstrance na královských horách u Českých Budějovic. Byla zmiňována ves Vesce.
Podle Březanovy kroniky se v roce 1570 zdejší osídlení nazývalo Hory Budějowské či Rudolfowo Město.
Kayser Rudolphstadt (Město císaře Rudolfa, později pouze Rudolfov nebo Rudolfstadt) bylo založeno roku 1585 z obce Velké Hory na základě výsadní listiny, kterou dne 30. 12. 1585 vydal německý císař a český král Rudolf II.V ní byl obci udělen status svobodného královského horního města s rozsáhlými privilegii. Město s převládajícím počtem evangelických věřících bylo centrem hornického života a sídlil v něm královský horní úřad. V okolí se již od 14. století nacházely významné stříbrné doly, ve kterých se těžba rudy slibně rozvíjela až do roku 1600. Město tehdy čítalo 250 domů a bylo tak jedním z největších na jihu Čech. Postupně se stalo nebezpečným konkurentem katolických Českých Budějovic. To se nezměnilo ani po roce 1610, když těžba a tavení stříbra začaly pomalu upadat pro vyčerpání dolů.
Konec Rudolfova jako významného města a soupeře Budějovic přišel s českým stavovským povstáním. V něm zůstaly Budějovice věrné císaři a katolické církvi, zatímco Rudolfov se k povstání připojil.

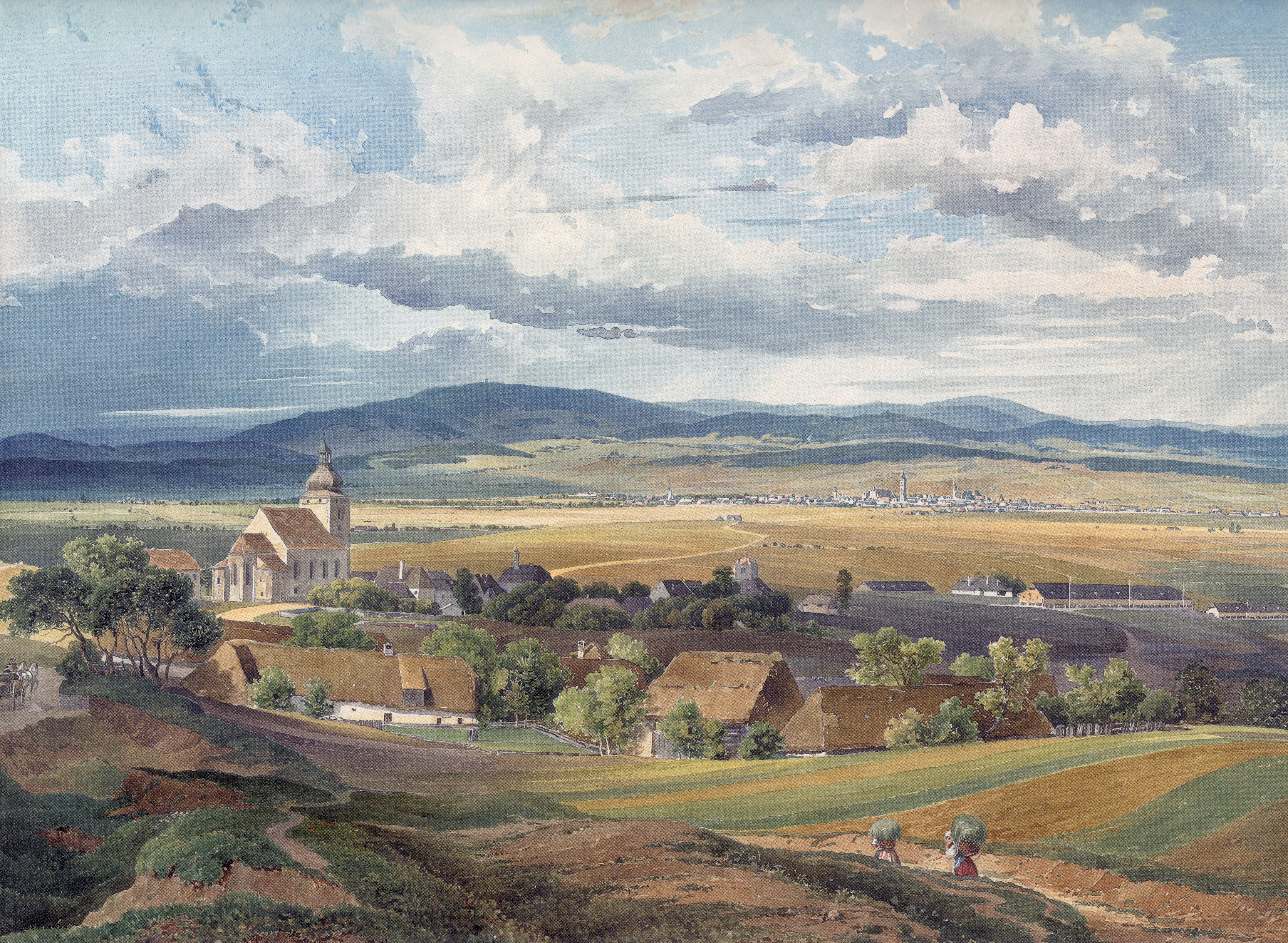
Pohled na Rudolfov, v pozadí České Budějovice a vrch Kleť, malba Eduarda Gurka z roku 1840

Když pak v roce 1619 táhla skrz jižní Čechy císařská vojska, neopomněli budějovičtí upozornit císařského generála Buquoye na neprominutelnou zradu Rudolfova, která dle nich musí být okamžitě a nekompromisně potrestána. Rudolfov byl dne 15. 6. 1619 císařským vojskem a českobudějovickým měšťanským praporcem, vedeným Fabiánem Welsem z Welsenbergu, vypleněn, vypálen a srovnán se zemí. Bylo zabito mnoho civilních obyvatel. Masakr mezi jinými nepřežil evangelický kazatel Martin Ziezner, jeho manželka a jejich šest dětí.
Zničené horní město postoupil Ferdinand II. v prosinci 1620 Českým Budějovicím. Toto své rozhodnutí znovu potvrdil královským dekretem vydaným v Řezně dne 8. listopadu 1630, ve kterém stavěl Rudolfovské na roveň obyvatelům českobudějovických předměstí. Zároveň však urovnal spory mezi Českými Budějovicemi a Rudolfovem v horních věcech a stanovil jejich práva, čímž byly svobody Rudolfovských zčásti obnoveny. Částečně obnoveno bylo město již v 17. století. 
V roce 1744 byla v Rudolfově založena dělostřelecká škola, první svého druhu v Evropě. Její zřízení iniciovala Marie Terezie a realizací pověřila Josefa Václava z Lichtenštejna. Poté se v nedalekém Týně nad Vltavou pořádala každoročně „velkolepá cvičení v dělostřelbě“, na něž kníže Lichtenštejn přispíval částkou 50 tisíc zlatých ze svého ohromného jmění.
Výraznější rozkvět pak prodělal Rudolfov v 19. století. Pošta zde byla zřízena 21. června 1869. V Rudolfově byla vojenská zbrojnice.
Při sčítání lidu v roce 1930 zde žilo 1518 obyvatel, z toho 1205 národnosti československé a 318 národnosti německé. Po 2. světové válce pak došlo k odsunu německých obyvatel.

### Počátky rudolfovské české školy

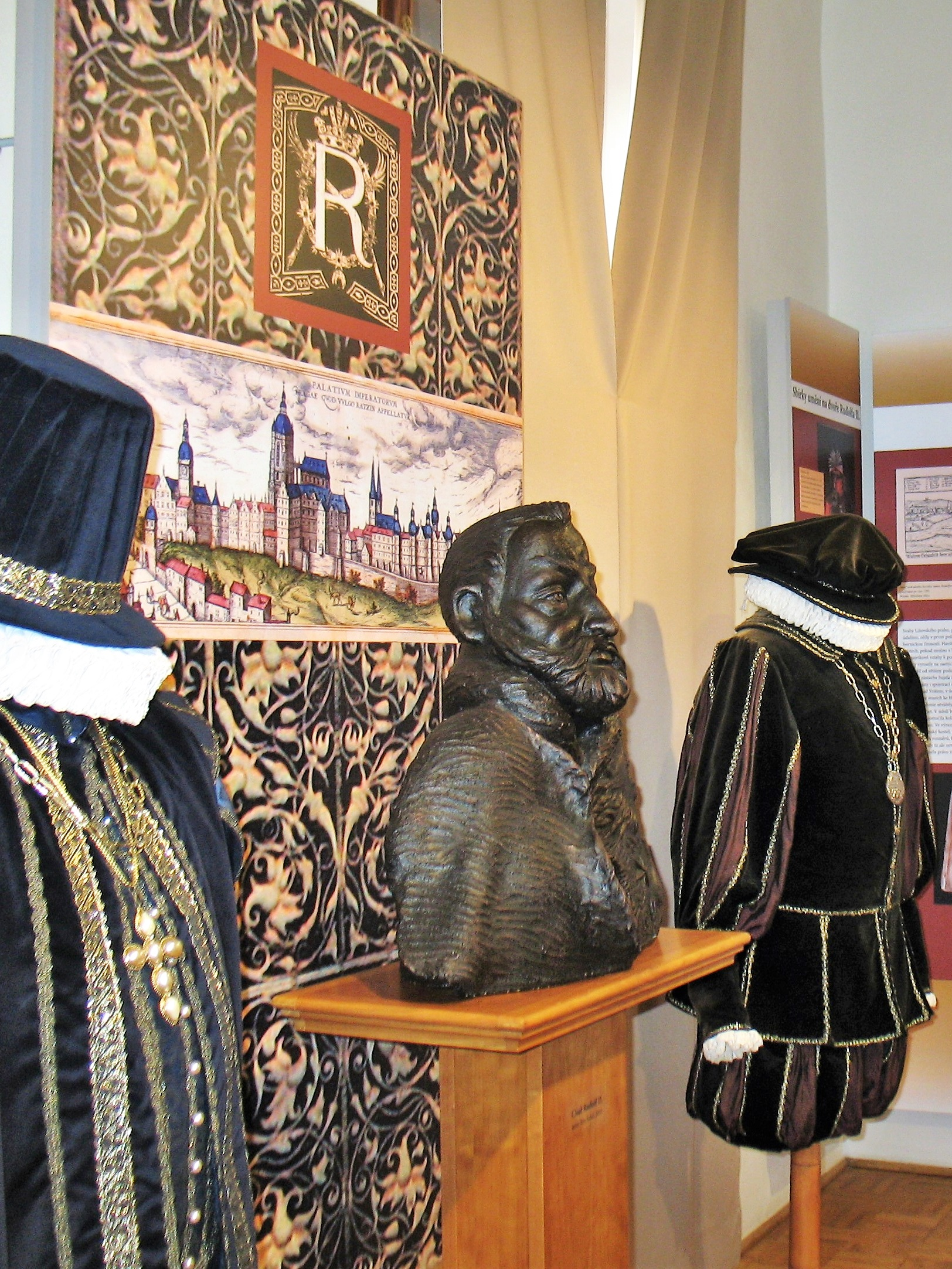
Expozice v Hornickém muzeu, připomínající dobu rozkvětu Rudolfova

Dne 10. října 1882 byla v Rudolfově péčí Ústřední matice školské, jejíž českobudějovičtí členové pro rudolfovskou školu opatřili školní nábytek a učební pomůcky, otevřena česká, tzv. matiční, škola. Do té doby byla v Rudolfově jen škola německá. První třída této české školy byla v domě čp. 58 a hned ze začátku do této školy chodilo 79 dětí. Pro velký počet dětí byla dne 4. prosince 1882 otevřena druhá třída této české školy, a to v domě čp. 7. Prvním řídícím učitelem české rudolfovské školy byl pacovský rodák Josef Neumann, pomocným učitelem byl náchodský rodák Jan Jirman. Dne 9. března 1884 byl v Rudolfově založen místní odbor české matice školské. Dne 11. srpna 1889 proběhlo u vídeňského nejvyššího správního soudu jednání o zřízení české školy v Rudolfově, kde rudolfovské Čechy zastupoval August Zátka a z bývalé matiční školy se ve školním roce 1890/1891 stala škola veřejná. Při zápisu do české veřejné školy, který proběhl v srpnu 1890, se do této školy přihlásilo 216 dětí, pro které byly otevřeny tři třídy. V roce 1892 bylo vybráno místo pro stavbu nové budovy, ve které měla být jak česká, tak německá škola. Od té doby probíhaly různá jednání o stavbu nové školy, při kterém německá většina rudolfovské samosprávy odsouhlasila jen stavbu budovy pro německou školu, která byla dokončena a škola otevřena v roce 1908. Přitom ve školním roce 1906/1907 bylo do české (trojtřídní) školy zapsáno 259 dětí; do první třídy bylo zapsáno 107 dětí; některé děti musely ve třídě sedět na zemi nebo stát. Od 1. května 1908 byla v Rudolfově otevřena čtvrtá třída české školy. Dne 12. září 1911 byl pak položen základní kámen pro stavbu rudolfovské české školy v těsné blízkosti školy německé; vyučování v této škole bylo zahájeno ve školním roce 1912/1913. O stavbu české školy se zasloužil zejména rolník a politik (poslanec Říšské rady) Vojtěch Krž.

### Další vývoj rudolfovského školství
Po 1. světové válce byly v původně německé školní budově dvě školy, a to škola německá a pak česká měšťanská škola. Po 2. světové válce a odsunu německých obyvatel Rudolfova obecná i měšťanská škola byly sloučeny. Od té doby byly provedeny dílčí stavební úpravy a v obou budovách sídlí Základní škola Rudolfov. 

### Koncert skupin PPU a DG 307
Dne 30. března 1974 se měl v sále restaurace „Na Americe“ uskutečnit koncert pražských skupin Adept, Plastic People Of The Universe (PPU) a DG 307, který byl krátce před jeho konáním rozpuštěn Veřejnou bezpečností. Zrušení koncertu se však stalo pouze prvním krokem v následném bití a zatýkáni stovek fanoušků, a to zejména v Českých Budějovicích, kam se jich většina odebrala. Brutální zásah v Rudolfově a Českých Budějovicích je brán jako zlomový okamžik v postupu normalizačních bezpečnostních složek proti českému undegroundu. Sedm osob bylo téhož roku v červenci souzeno okresním soudem v Českých Budějovicích, kde padly i nepodmíněné tresty. Na památku zásahu byla v roce 2010 na fasádu hostince „Na Americe“ umístěna pamětní deska.

## Přírodní poměry
Město leží na úbočí Lišovského prahu (asi 480 m n. m.) asi 5 km severovýchodně od centra Českých Budějovic. Z Rudolfova je za hezkého počasí velmi krásný výhled přes Českobudějovickou pánev na Kleť a střední Šumavu (Boubínská a Želnavská hornatina).
Lesy východně od města v údolích Rudolfovského potoka a Vráteckého potoka, které protékají po okraji města, jsou příjemné pro procházky v přírodě – toho využívají rodiny s dětmi z Českých Budějovic, protože do Rudolfova jezdí autobusy MHD. Na severním okraji Rudolfova dále začíná cyklistická stezka, kterou vybudovala sousední obec Hlincová Hora.

## Obyvatelstvo
Do vývoje počtu obyvatel v minulosti zasáhly územní změny obcí, kdy nejprve v roce 1975 bylo s Rudolfovem sloučeno 6 obcí a poté v roce 1990 se 7 obcí osamostatnilo.

## Obecní správa a politika

### Místní části
Rudolfov se skládá ze dvou místních částí:
- Hlinsko (k. ú. Hlinsko u Vráta, exkláva města), součástí Rudolfova od roku 1976.
- Rudolfov (k. ú. Rudolfov u Českých Budějovic)

V letech 1943–1945 a od 1. ledna 1976 do 23. listopadu 1990 byly součástí města i Adamov a Hlincová Hora. Od 1. ledna 1976 do 23. listopadu 1990 pak také Dubičné, Libníč a Vráto, které po svém osamostatnění oddělují jádrovou část města od jeho exklávy, kterou je část Hlinsko.

### Místní názvy
Různé části města jsou místně pojmenovány, nemají však status částí ani sídelních jednotek - jedná se druh místopisu zavedený předchozími generacemi a převzatý do místního slangu.
- Na Americe – lokalita v okolí známé rodinné restaurace Na Americe v blízkosti točny MHD, směr Hlincova Hora.
- U Štítu – lokalita u fotbalového hřiště v kopci pod hasičskou zbrojnicí
- Blaheťák – lokalita u rybníčku na konci Rudolfova směrem k Mrhalu
- U Chrta – lokalita u bývalého koloniálu s průmyslovým zbožím
- U kulturáku – lokalita okolo dnes již neexistujícího kulturního domu. Na jeho místě se v 90. letech 20. století postavila pobočka ÚHUL České Budějovice[17]
- Svaťák – obecní rybník zvaný Královský s vysokou hrází se sochou svatého Jana Nepomuckého
- Pučejdlák – prudký kopec pod radnicí
- Pod zámečkem – nejníže položená lokalita v západní části města pod renesančním zámečkem (bývalá kasárna – již od dob první republiky)
- U Bulhara – lokalita v místech dnes již neexistujícího velkého zelinářství naproti Zámečku
- Farská louka – lokalita mezi základní školou a Veskou naproti hřbitovu u konečné MHD u kostela sv. Víta
- Šibeník – nová lokalita mezi domovem mládeže (Adamov) a Veskou

#### Veska
Nejvýše položená lokalita Rudolfova na výjezdu směrem k Lišovu na úbočí Koniperku (Královského vrchu), na kterém bylo v 2. polovině 16. století popraviště. Dříve samostatná ves s názvem Vesce, Ves nebo Véska, či německy Wes am Berg. V roce 1910 zde bydlelo 169 obyvatel, z toho 51 Němců.

#### Neúředně používané názvy města
Rudolfov byl označován také jako Perštát či Peřtát z německého Bergstadt (Horní Město). Tvar Peřtát se dochoval v lidové písni Když sem šel na Peřtát. Další rozšířené označení bylo Velké Hory. Sousednímu Adamovu se říkalo Malé Hory.

### Politika
Ve volbách do zastupitelstev obcí v roce 2018 získalo nejvíce hlasů sdružení nezávislých kandidátů Společně pro Rudolfov (27,40 %; 4 mandáty), na druhém místě byla ODS (24,66 %; 4 mandáty), třetí se umístili Občané pro rozvoj Rudolfova (23,28 %; 4 mandáty). Dále se umístili KDU-ČSL (9,66 %; 1 mandát), „PROSPERUJÍCÍ RUDOLFOV“ (7,80 %; 1 mandát) a NEZÁVISLÍ A STAN (7,20 %; 1 mandát).
Minulými starosty byli Ing. Miloslav Hroch (nezávislý), krátce Vratislav Klabouch (nezávislý), Ing. Milan Třebín (KDU-ČSL, 2006–2010), od roku 2010 je starostou Vít Kavalír (ODS).
Městský úřad v roce 2009 musel přesídlit do budovy pošty, protože provoz v zanedbávané budově radnice musel omezit statik. V roce 2012 byla vybudována zcela nová radnice v prostorách rudolfovského zámečku.V prostorách Perkmistrovského domu se nyní nachází Hornické muzeum, otevřené od 1. 10. 2014.

## Kultura a pamětihodnosti

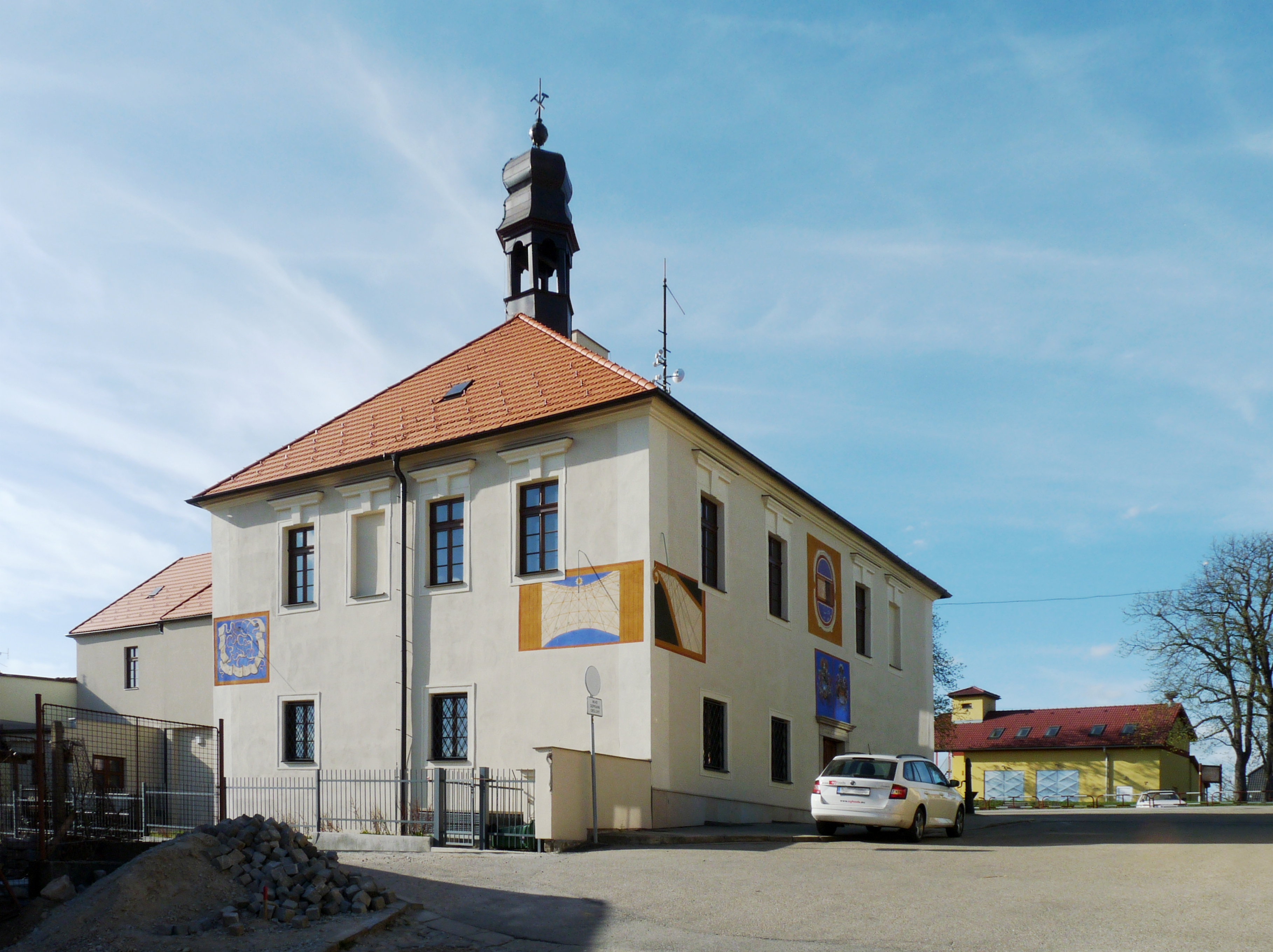
Bývalá rudolfovská radnice

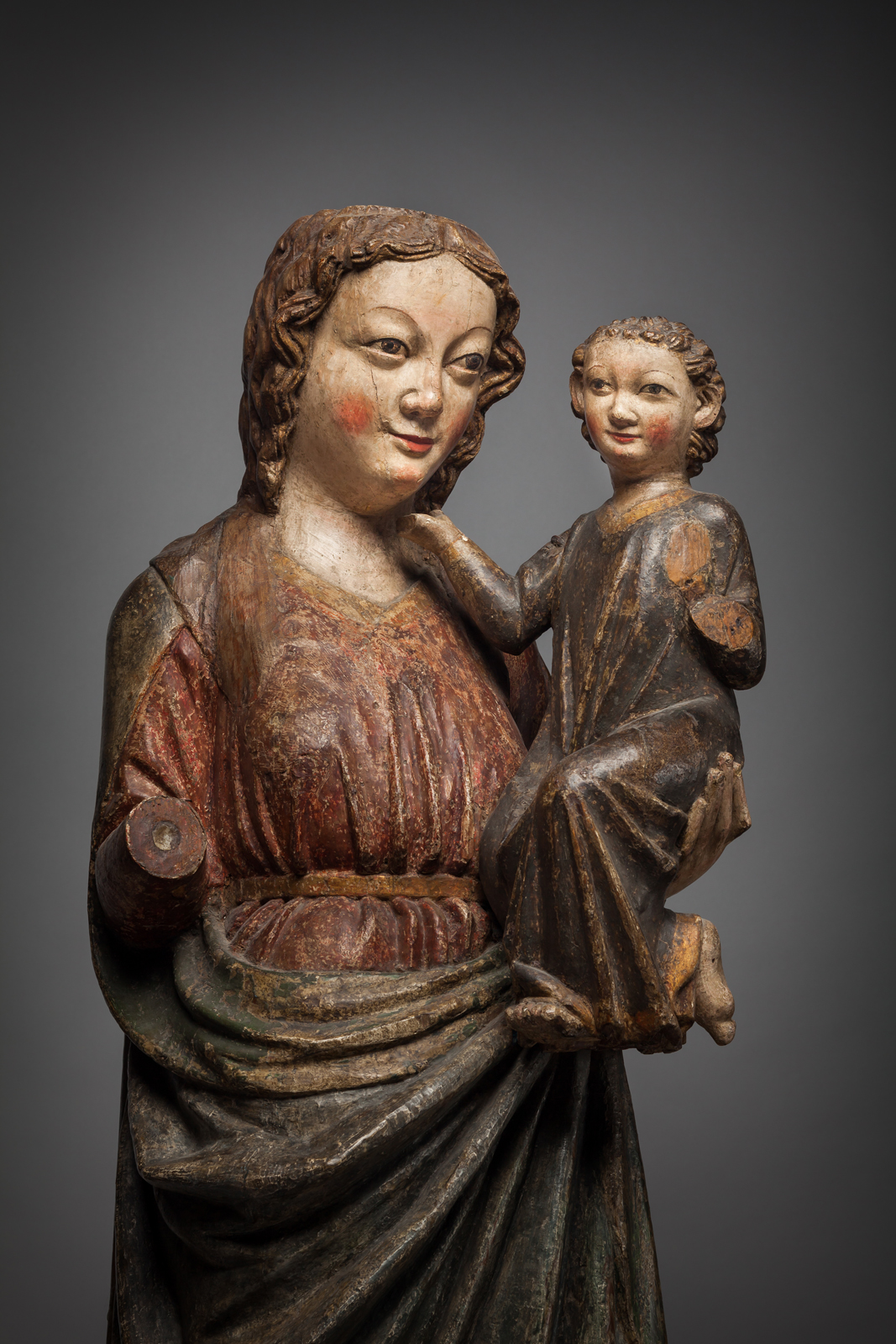
Madona z Rudolfova (detail) – originál uložený v AJG na Hluboké nad Vltavou

Najdeme zde starobylý Perkmistrovský dům (muzeum), základní devítiletou školu s jídelnou, mateřskou školku, tělocvičnu, římskokatolický kostel Sv. Víta (výrazný orientační bod) s děkanstvím a Sbor smíření CČSH s farou. Z Rudolfova podle pověsti pochází zvon Bumerin z Černé věže v Českých Budějovicích.
- renesanční původně luteránský kostel sv. Víta ze druhé poloviny 16. století, po roce 1620 římskokatolický. V kostele bývala gotická socha Madony – tzv. Madona z Rudolfova, jedna z nejstarších v Čechách, dnes zapůjčená v Alšově jihočeské galerii v Hluboké.
- Perkmistrovský dům původně sídlo královského báňského úřadu z konce 16. století, později radnice, nyní Hornické muzeum
- bývalý renesanční zámeček, který nechal okolo roku 1590 postavit těžař Jan Hölzl ze Sternsteinu, dalšími majiteli byli majitelé hlubockého panství – Malovcové z Malovic a Baltazar Marradas, který zámek přestavěl, od roku 1661 byli majitelé Schwarzenbergové, kteří jej v roce 1768 přenechali vojenské správě.[23]

Občané města jezdí za kulturou do Českých Budějovic a na menší akce do okolních vesnic. V městě se konají jednou ročně malé Hornické slavnosti a příležitostné charitativní akce. Aktivita zastupitelstva se v této oblasti soustřeďuje na vítání nově narozených občánků na radnici.

### Naučné stezky
- naučná stezka Cesta kolem hornického města – pozůstatky hornické činnosti v okolní krajině
- naučná stezka Člověk a krajina[24]

## Hospodářství a doprava
Rudolfov nemá přirozené náměstí, jelikož původní historické centrum s chaotickou zástavbou u Královského rybníka tuto úlohu neplní. Veřejné prostranství (náměstí nebo park s lavičkami) by mohlo vzniknout na tzv. Farské louce (asi 2 ha pole přímo u Třeboňské silnice, naproti kostelu a základní škole). Plocha Farské louky je v územním plánu z roku 2008 vymezena jako plocha smíšená obytná a občanské vybavenosti. O jejím využití se však stále nedošlo ke shodě, ačkoliv architektonické návrhy představilo tehdejší vedení města již v roce 2008. Situaci zkomplikoval soudní spor o vlastnictví pozemku vedený od roku 2015 mezi církví a městem.
Vzhledem k těsné blízkosti Českých Budějovic je Rudolfov napojen na síť MHD tohoto krajského města. Do Rudolfova jezdí autobusová linka 1 (v letech 2012–2018 jako linka 21, krátkou dobu i 18), která jezdí z Haklových Dvorů přes Nádraží na Rudolfov ke Kostelu, na Hlincovou Horu, Rudolfov na Americe a několik spojů pouze do Nového Vráta – U Scanie.
V minulosti ležel na hlavním silničním tahu na Brno (dnes silnice II/634), po vybudování přeložky této silnice mezi Hůrami a Libničí směrem na Lišov ho lze nyní minout ze severní strany. Malá část městských ulic má dosud jen nezpevněný povrch.
Přímo na území Rudolfova železnice nevede, do oblasti asi 600 metrů západně od západní hranice Rudolfova však vede železniční vlečka od Českých Budějovic.
V letech 1932–1955 fungovalo jižně od města, na svahu Dlouhého vrchu malé letiště pro kluzáky, mezi lety 1946–1952 i s hangárem pro pět letadel a řídící věží. Ve druhé polovině 20. století se místo využívalo pouze k letům na rogalu a na místě byl instalován pomník bezmotorového létání. Později se prostor začal využívat k paraglidingu.

### Zdravotnictví

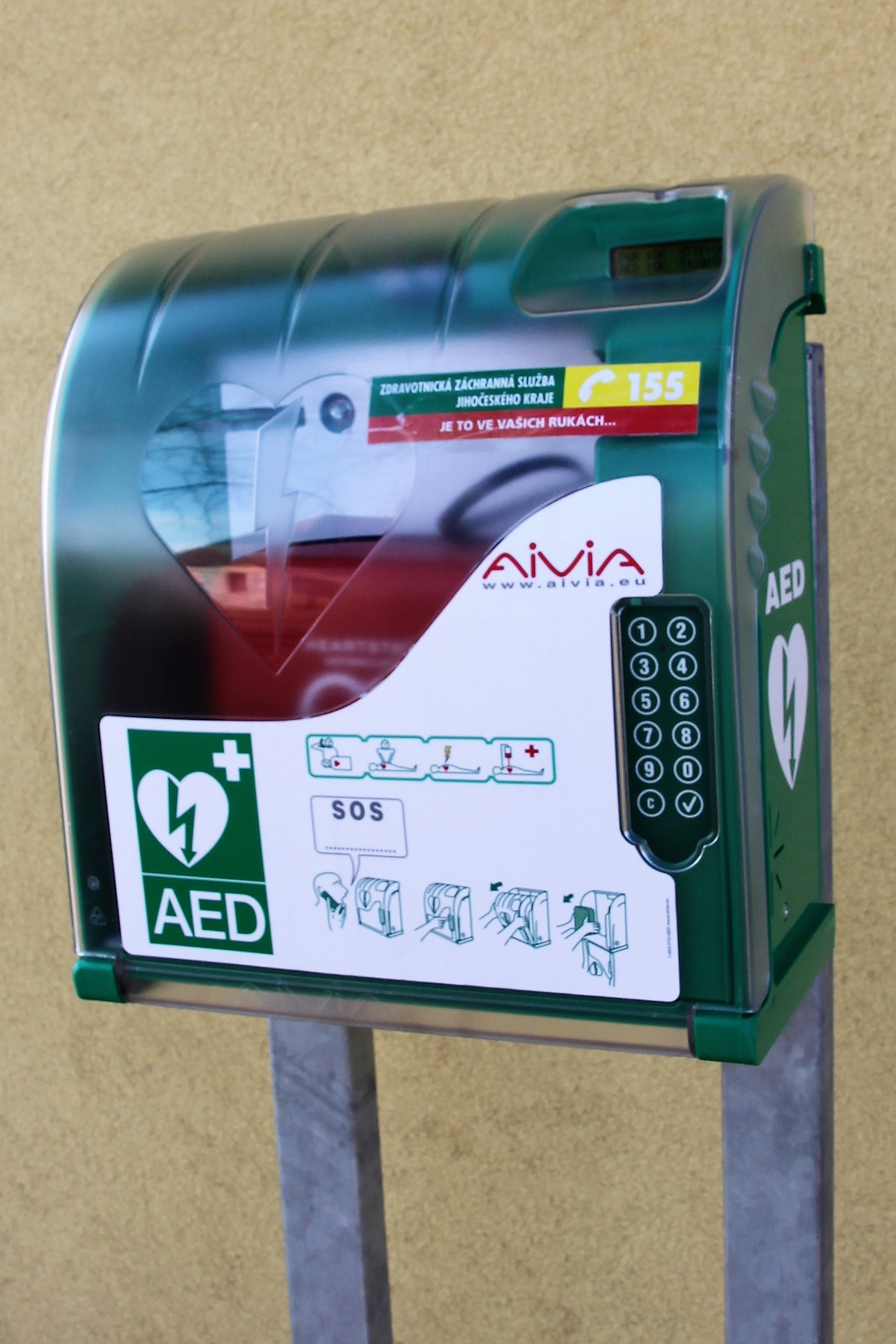
Defibrilátor umístěný v úložné skříni

Zdravotní péči v Rudolfově zajišťuje praktický lékař pro dospělé, dětská lékařka a zubní lékař. Lékárna zde není. O seniory je postaráno v domě s pečovatelskou službou.
V roce 2018 byl pro rychlou záchranu života pořízen automatický externí defibrilátor (AED), který je umístěn v boxu na veřejně přístupném místě – u hasičské zbrojnice ze strany Adamovské ulice.

## Osobnosti
Jedná se o osoby, které jsou nějakým způsobem spjaty s městem, buď se zde narodily, zemřely anebo v něm nějakou dobu pobývaly. Osobnosti jsou řazeny podle abecedy.
- Jakub Achart – kněz, který v letech 1713–1734 působil v Rudolfově, neobyčejně schopný kněz, kterému se mj. nakrátko podařilo obnovit místní těžařství
- Josef Bartuška (1898–1963), byl českým básníkem, malířem, publicistou, hudebníkem, divadelníkem i filmařem, patřil k nejvšestrannějším osobnostem české meziválečné avantgardy. V Rudolfově působil jako učitel a zemřel zde.
- Miroslav Bedřich Böhnel (1886–1962), spisovatel, středoškolský profesor, prozaik a dramatik, napsal mj. knihu Dějiny města Rudolfova
- Paul Hadlatsch (1912–1954), vynálezce a vysokoškolský učitel, prožil zde mládí
- Jan Holub (1942–2018), plochodrážní jezdec a mistr republiky jednotlivců z let 1968 a 1969
- Jan Hromádka (1886–1968), geograf, geolog a geomorfolog, zemřel zde[30][31]
- Salomon Gottfried Job, zdejší malíř ve druhé polovině 17. století
- Matyáš Václav Klaudi (1778–1824), rudolfovský rodák, historik Rudolfova, magistrátní rada v Českých Budějovicích a zakladatel budějovické nemocnice
- Vojtěch Krž (1861–1924), politik, říšský poslanec
- Josef Kříž, akademický sochař a malíř (* 1932)
- Zdeněk Mathauser (1920–2007) byl český vysokoškolský učitel, rusista, dále pak estetik a literární vědec
- Leopold Matouš, legionář, politik, diplomat, majordomus prezidenta Edvarda Beneše
- Milada Persanová (* 1906), malířka, narozena v Rudolfově
- Josef Plojhar, ministr zdravotnictví v letech 1948–1968, v roce 1939 působil jako kněz v Rudolfově
- Jiří Probošt (1880–1953) akademický malíř, od 30. let až do své smrti žil v Rudolfově
- Marie Skálová (1924–1996) učitelka, průvodčí na dráze, vychovatelka, spisovatelka a signatářka Charty 77
- František Sobíšek (1920–2013), farář
- Martin Stáhalík (1962–2001), letecký akrobat
- Jiří Vančura, herec
- Josef Vandas, farář
- Jiří Zeman (1926–1996), akademický malíř, pedagog
- Miloslav Ziegler (1943–2023), československý fotbalista, útočník

## Partnerská obec
- Sandl, Rakousko

## Fotogalerie

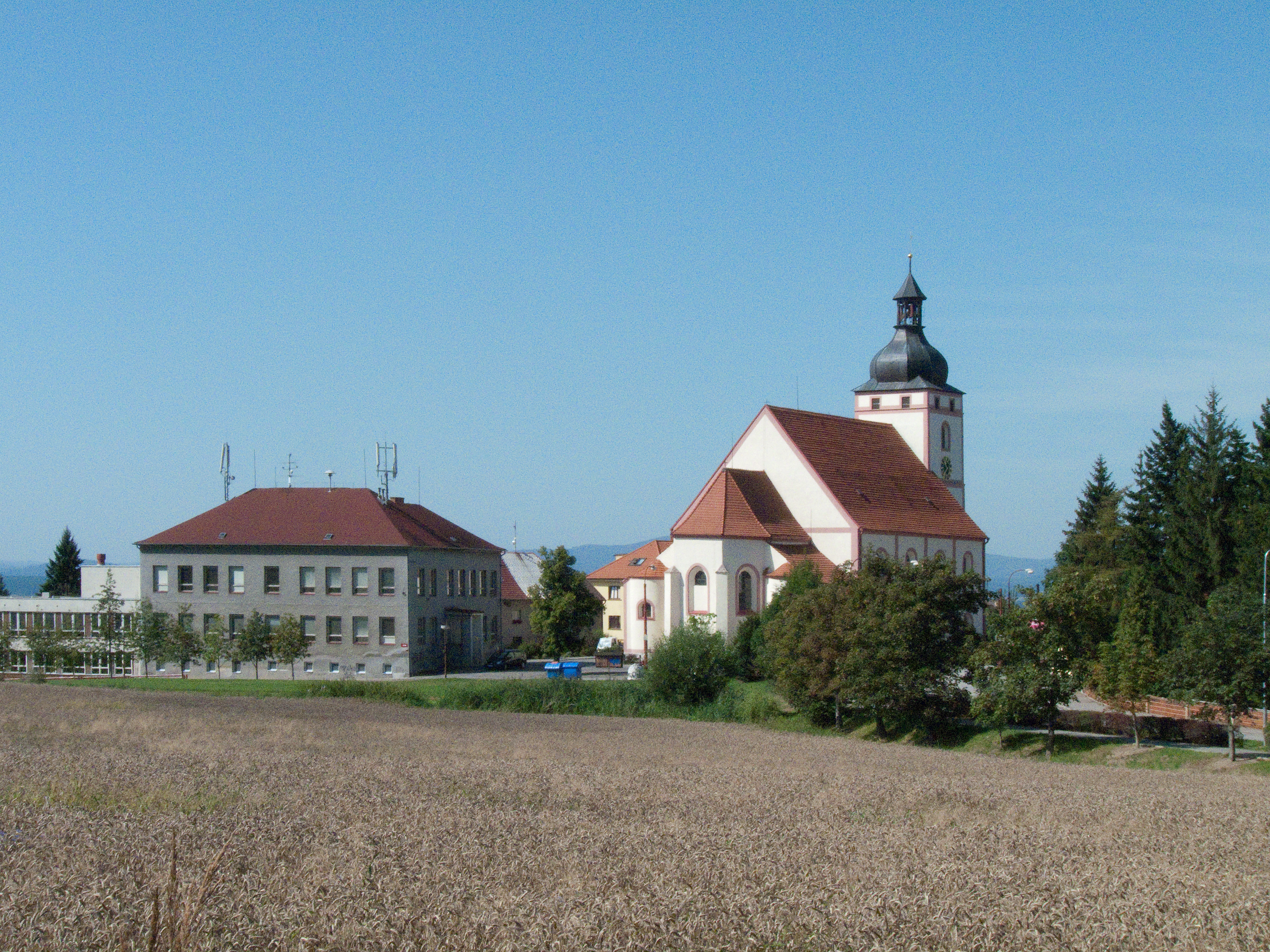
Základní škola a kostel svatého Víta
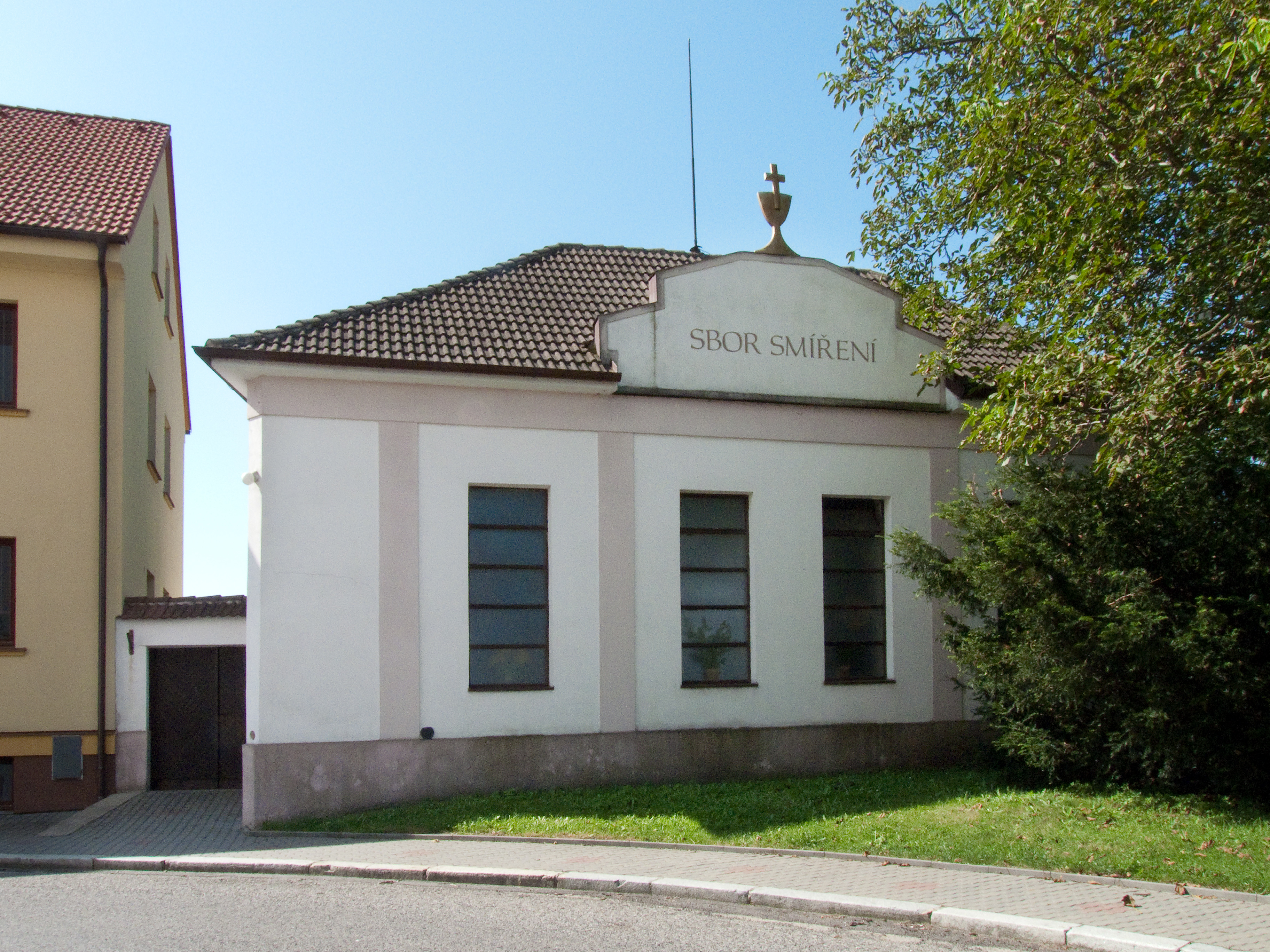
Sbor smíření Církve československé husitské
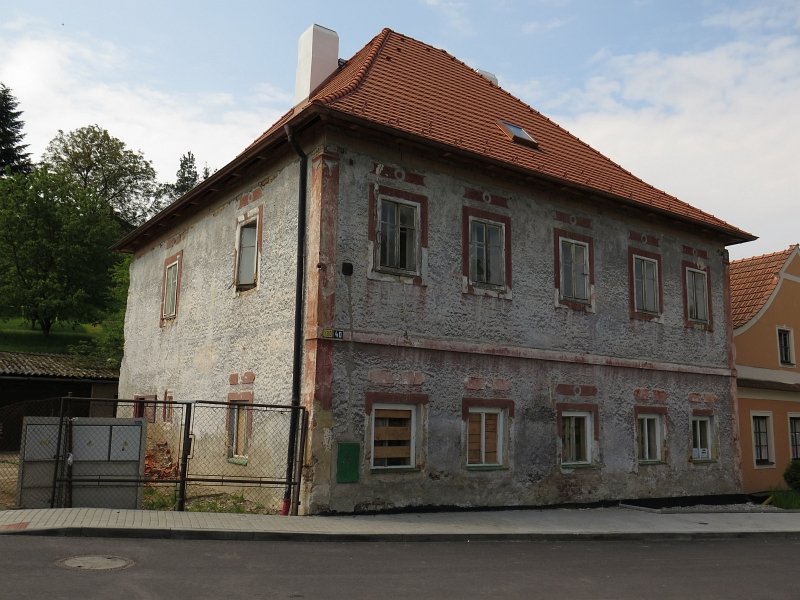
Měšťanský dům čp. 130
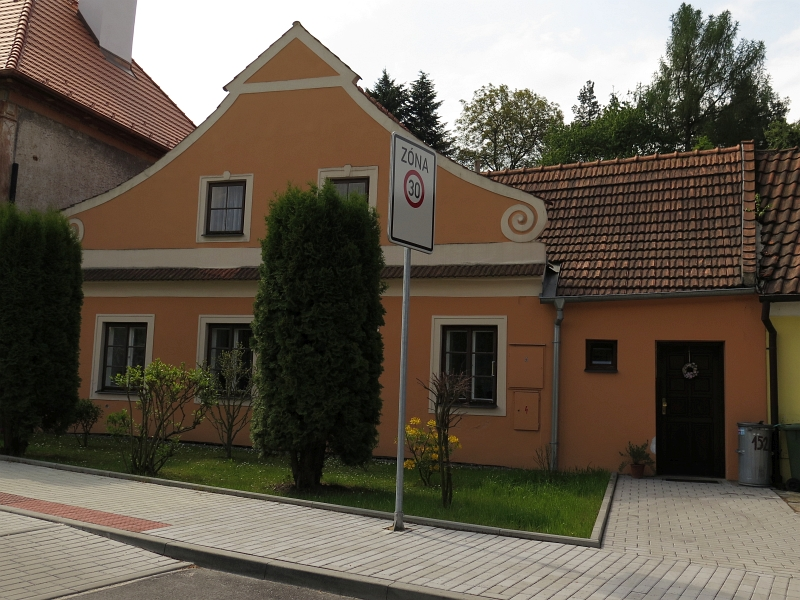
Usedlost čp. 152
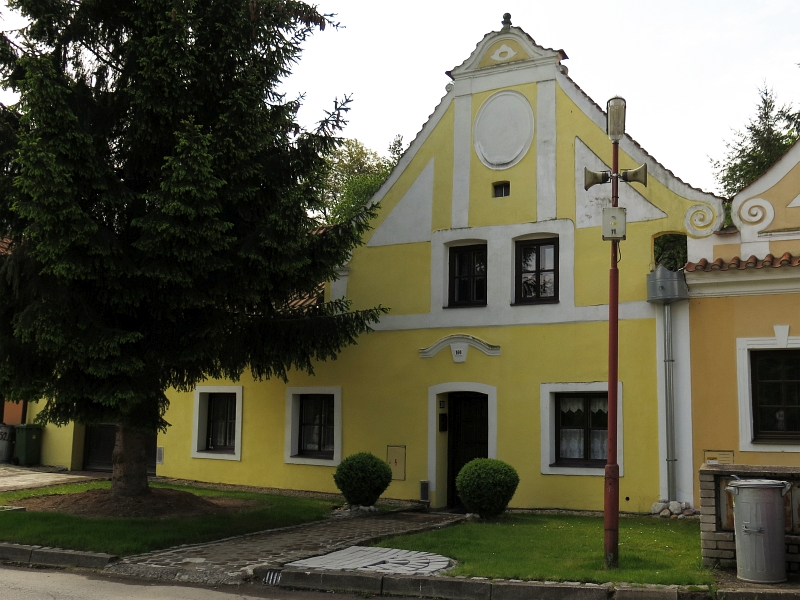
Usedlost čp. 160
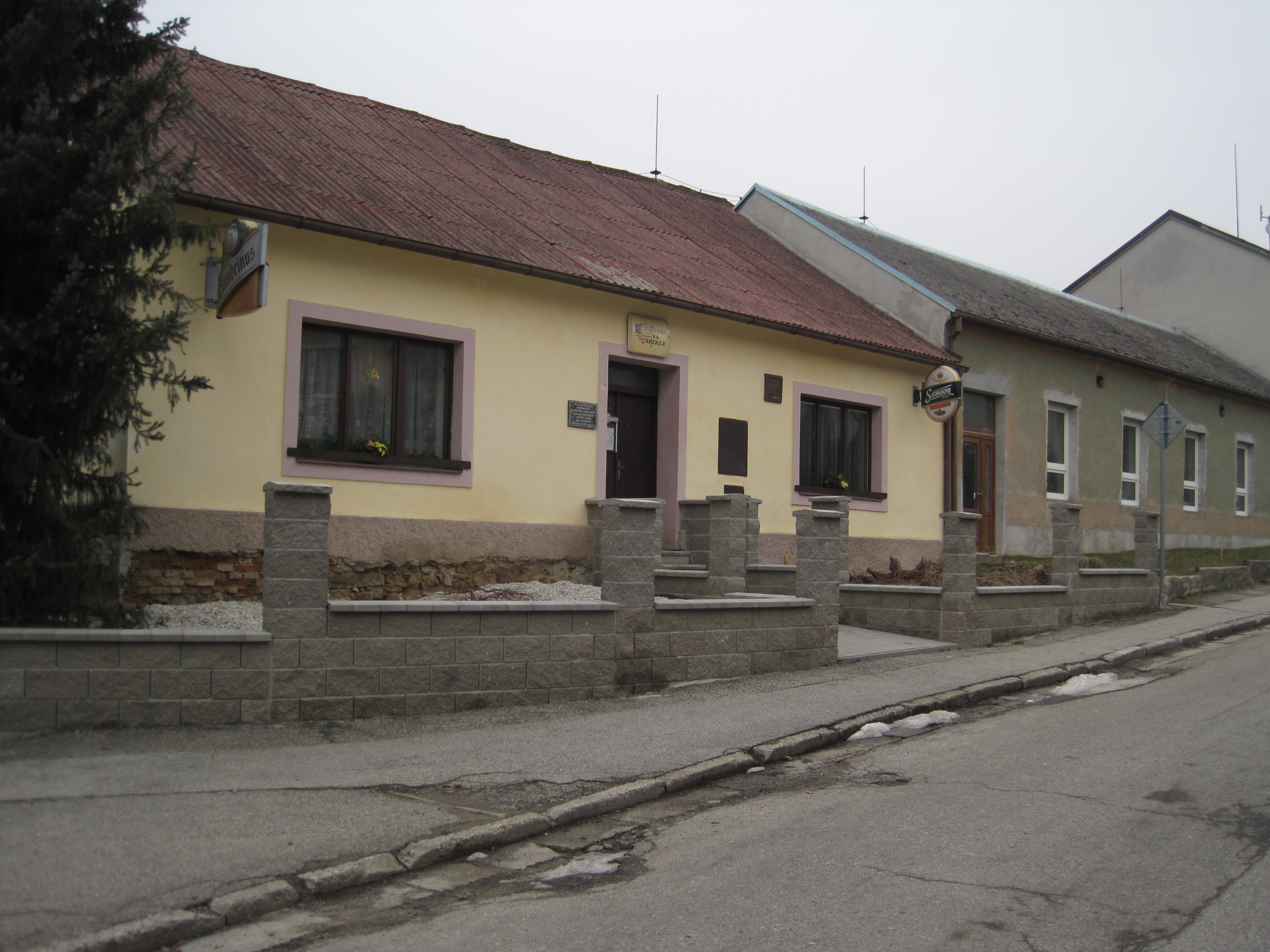
Hostinec Na Americe
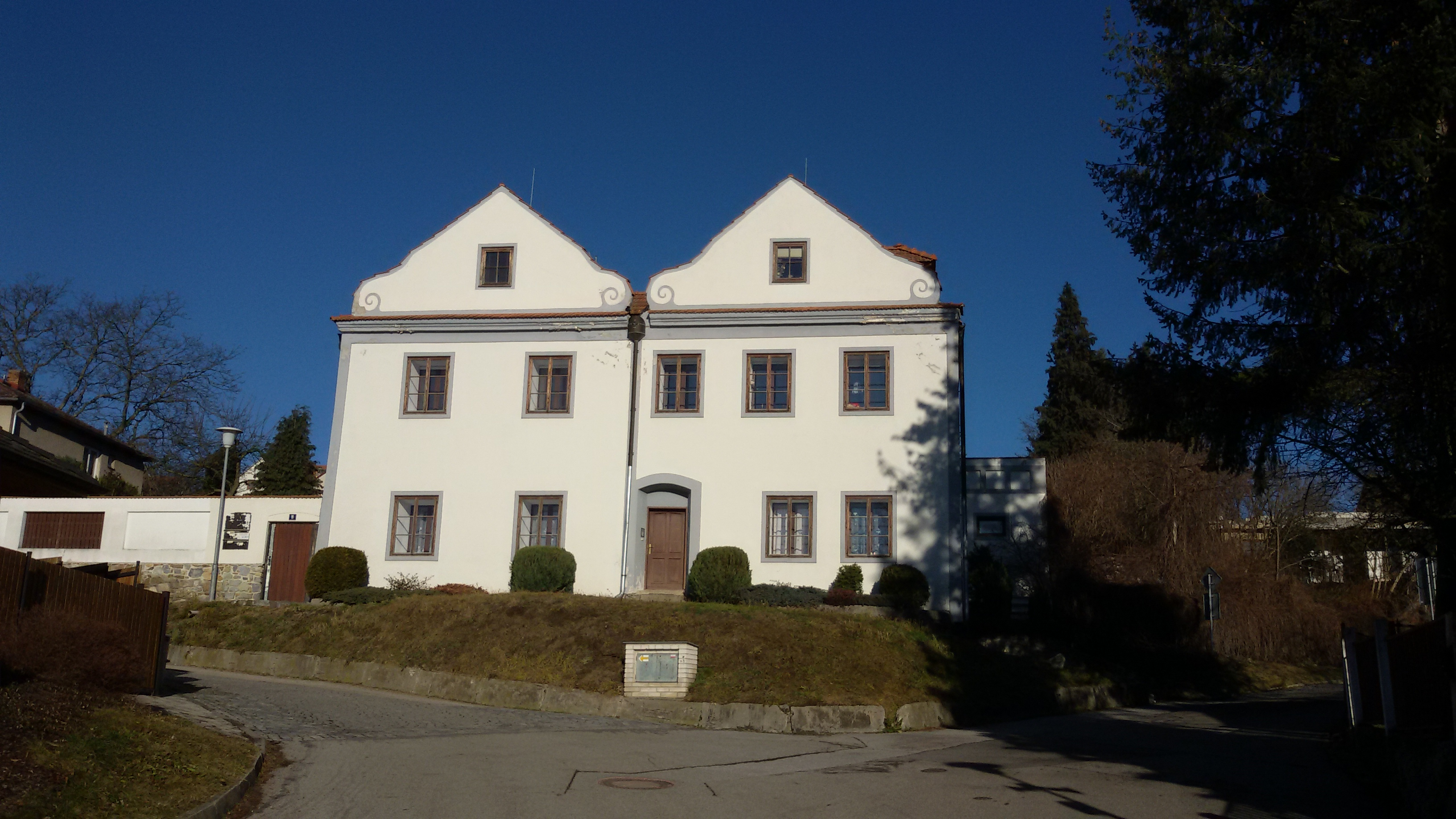
Usedlost čp. 36

## Panorama
Panoramatický pohled od severovýchodu na základní školu a kostel svatého Víta v Rudolfově. V pozadí hora Kleť (1 087 m n. m.).
Panoramatický pohled na Rudolfov od jihu. Vpravo vrch Baba (583 m n. m.), nejvyšší vrchol Lišovského prahu.